# 陳瑞林
陈瑞林（1824年—1891年），谱名明鍷，字星五，号琼甫，更名金铭，号敬丹，湖北省蕲春县檀林镇桐山村陆基塆人。清朝国史馆謄录，议叙知县；清代学者、教育家、吴楚经学大师。

## 生平

### 科举之路
陈瑞林幼承家学，下帷攻苦，日书声不息，夜油灯伴读。清道光二十四年（1844年），20岁参加岁试以诗赋出众为督学王公所器重而入州庠，旋叠试优等。咸丰元年（1851年），27岁参加科试以一等第一名补廪膳生。咸丰二年（1852年）壬子科，应督学冯公试取优贡第三名。时洪秀全起事，天下战乱而未赴朝考。同治元年（1862年），中式壬戌恩科并补行辛酉科乡试第八名举人。同治二年（1863年）恩科，“癸亥，礼部试房考，杨滨石（同考官阅卷大臣）得先生卷，喜甚，即批云：追幽凿险，穿月胁而见天心，真呕心血文字。总裁某公怒杨公批不留己地也，乃故抑之，置謄录榜。自是先生潦倒公车凡二十年，讫不第”（江苏盐大使、署太仓州知州杨传薪《琼甫先生传》）。至此，陈瑞林之凌云壮志、满腹经纶与官宦无缘，仅于同治戊辰科（1868年）拣选知县，光绪戊寅科（1878年）功臣馆议叙知县等虚拟终身。

### 执教之途
中年后，陈瑞林开皋比讲授。名僚、幕府、世族、家塾争为延聘，旋主讲江西凤仪、浙江双峰诸书院及王鲁香署、黄廷金署，晚年主讲蕲州麟山书院。所在士人翕然宗之，门下掇巍科通籍仕宦者以百十数计。陈瑞林仪宇英毅，不为崖岸，性豪迈不羁，亦敦厚周慎，泊然自守，以布衣之履往来于公卿之间，品操卓如，见者无不严惮。

## 著作
著有《贻谷斋诗文集》各1卷、《四书文》4卷、《五经文》1卷、《尺牍》1卷、《家书》2卷，均未梓。

## 評價
杨传薪《琼甫先生传》：“先生之学，治经最力，诸先儒传注无弗研究，而不分汉宋门户，盖御纂七经尤所服膺。乙部书，则汉至元明诸史弥熟，元明有摘录本，强半成诵。诸子百氏，自周秦之驳杂，宋元之纯粹，渊源派别，爬罗规析，条如贯如也。诗古文词诸集披览尤博，所丹黄之本，抄录之帙，盈箧充栋，是时操觚家方，徼幸捷径，兀匕于讲章时艺。先生独垂载籍，务为根柢之学，故造诣深厚，岿然为一时泰斗。其为制举文，恢而拓之使博，涵而揉之使奥，搏而凝之使重，敛而蓄之使厚，简而节之使峭，刊其华使归于朴，铄其腴使趣于淡，湛深经术，邃入理境，铸心镂魄，铄神冶气，不屑匕于涂泽藻饰，而卒眯俗眼，第区区以文艺雄于一时，每闱艺稿出京洛，名宿争相传诵，及揭晓，辄无名。”
虽仕途未遂，然其一代文才，胸罗锦绣，与之交者多儒雅名流，时人以“吴楚经学大师”相誉。同乡举人陈夑锋与之交谊尤深，常诗书往来，其《晚香斋诗集》中录有十余首诗相赠“琼甫四兄”，如“八斗才惟君独擅，千秋心有我能谙”等，可谓相知相惜。

## 家族
- 曾祖陈嵩山，清朝太学生。
- 祖父陈琢菴，蕲州庠生，清朝例赠文林郎。
- 伯父陈荣桂，清朝太学生。
- 父亲陈宝书，蕲州庠生、清朝例赠文林郎。
- 堂兄陈甲林，清朝国学生；胞弟陈滋懋，蕲州庠生。
- 长子陈国瓒，清朝副榜、资政院议员；次子陈国曹，蕲州庠生；三子陈国珩，国学生（早逝）；四子陈国瑄，曾为《皖江日报》副编主笔；五子陈国琪，清朝举人、蕲州劝学所首任总董；六子陈国瑃，业儒主家政。
- 孙陈志纯，蕲州庠生，中国同盟会会员，中华民国大陆时期政治人物，中华民国汉阳县县长，中共武汉市人民法院副院长；孙陈廷璆，中华民国通山县公安局局长、蕲春县第四区区长；孙陈允中，蕲春县知名中药师；孙陈胜东，中华民国汉阳县政府科员、蕲春县抗日民众战时动员委员会第一股主任、蕲春县檀林大仁乡乡长。
- 曾孙陈其谔，中国造船工程技术专家，中国远洋运输总公司副总工程师、机务处处长；曾孙陈其锳，汉口自来水公司高级工程师；曾孙陈其锖，蕲春县知名中医师。
- 玄孙陈航，海军司令部某部正团职军官，现在北京市某区直机关工作。